# Lista de canções de Nightwish

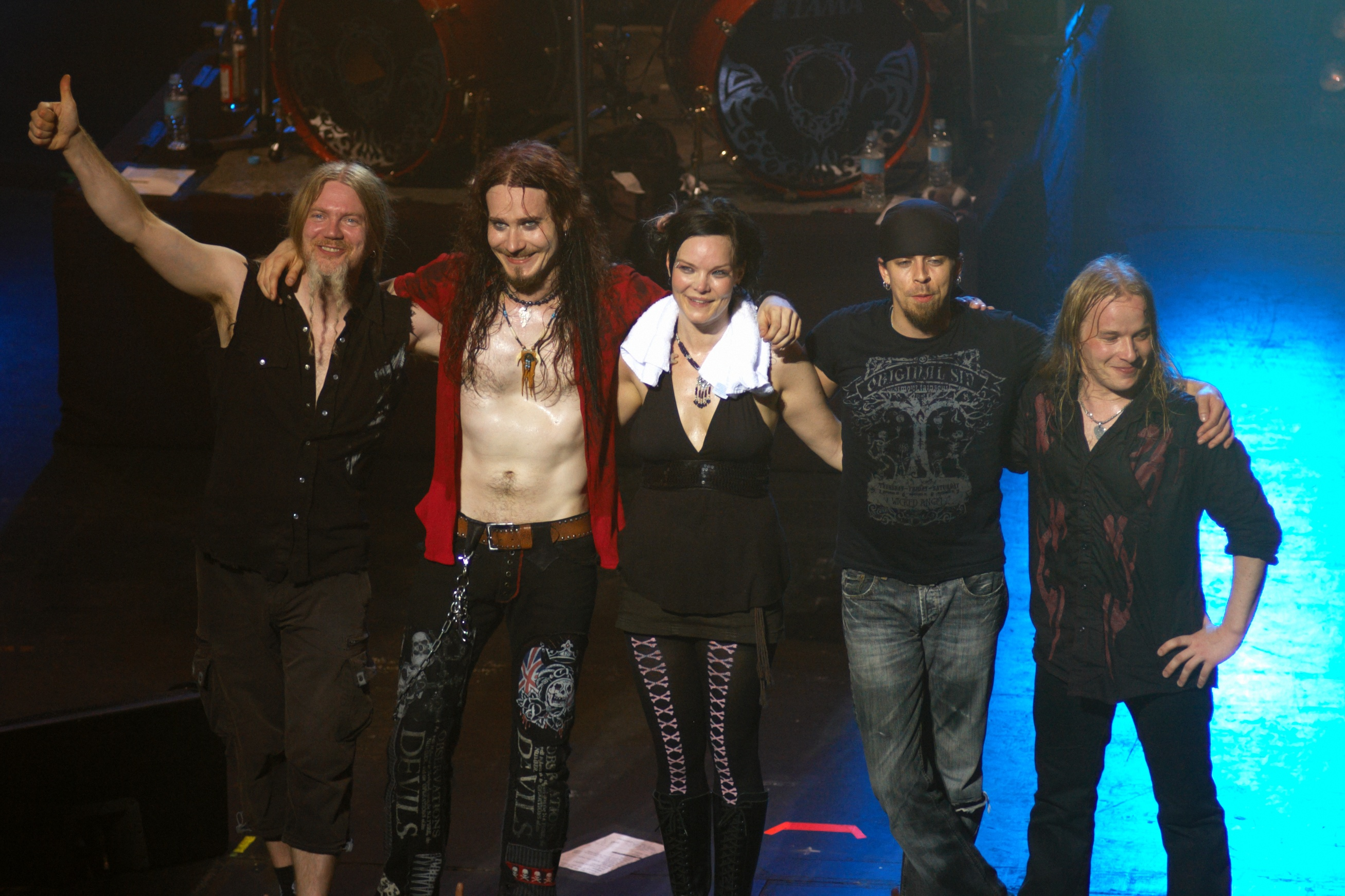
A formação antiga do Nightwish encerrando um show em Melbourne, Austrália, em 30 de janeiro de 2008.

Essa é a lista de canções lançadas ou interpretadas oficialmente pela banda finlandesa de metal sinfônico Nightwish, fundada em 1996, na pequena cidade de Kitee, pelo tecladista e compositor Tuomas Holopainen, a formação atual ainda contava com a cantora Tarja Turunen e o guitarrista Emppu Vuorinen; atualmente o grupo tem cinco integrantes, sendo que Tarja e o primeiro baixista, Sami Vänskä, já não estão mais envolvidos.
O Nightwish era popular na Finlândia desde o lançamento de seu primeiro álbum, Angels Fall First (1997), e ganhou fama na Europa com o álbum Oceanborn (1998). Contudo, foi com os álbuns Wishmaster e Century Child que adquiriu reconhecimento mundial. O álbum de 2004, Once, foi um grande sucesso internacional, permitindo que o Nightwish realizasse várias turnês visitando dezenas de países ao redor do mundo. Em 21 de outubro de 2005, após o fim da Once Upon a Tour, Tarja foi oficialmente demitida da banda através de uma carta aberta para a imprensa; após a demissão a banda ficou todo o ano de 2006 em pausa e em 24 de maio de 2007 a nova vocalista, Anette Olzon, foi finalmente anunciada; a banda ainda lançou dois singles até finalmente lançar seu sexto álbum, Dark Passion Play, em 26 de setembro, iniciando no mesmo mês a turnê promocional que durou até 19 de setembro de 2009; o sétimo álbum, Imaginaerum, foi lançado em 30 de novembro de 2011. Anette deixou o grupo em 2012, após o lançamento do álbum Imaginaerum, e foi temporariamente substituída por Floor Jansen, que acabou por ser efetivada no ano seguinte.
Além das canções originais do grupo esse anexo também lista covers e regravações feitas pela banda além de outras canções relacionadas, sendo que a maioria das letras da banda são compostas pelo tecladista e líder do grupo, Tuomas Holopainen.

## Canções originais
A banda possui um total de sete álbuns e um EP trazendo composições inéditas, sendo que ocasionalmente alguns singles também trazem faixas até então inéditas.
| Ano  | Canção                            | Compositor(es)                    | Álbum                            | Refs.  |
| ---- | --------------------------------- | --------------------------------- | -------------------------------- | ------ |
| 2007 | "7 Days to the Wolves"            | Tuomas Holopainen e Marco Hietala | Dark Passion Play                | [ 9 ]  |
| 2001 | "10ht Man Down"                   | Tuomas Holopainen                 | Over the Hills and Far Away (EP) | [ 10 ] |
| 1997 | "A Return to the Sea"             | Tuomas Holopainen                 | Angels Fall First                | [ 11 ] |
| 2007 | "Amaranth"                        | Tuomas Holopainen                 | Dark Passion Play                | [ 9 ]  |
| 1997 | "Angels Fall First"               | Tuomas Holopainen                 | Angels Fall First                | [ 11 ] |
| 2011 | "Arabesque"                       | Tuomas Holopainen                 | Imaginaerum                      | [ 12 ] |
| 1997 | "Astral Romance"                  | Tuomas Holopainen                 | Angels Fall First                | [ 11 ] |
| 2001 | "Away"                            | Tuomas Holopainen                 | Over the Hills and Far Away (EP) | [ 10 ] |
| 2000 | "Bare Grace Misery"               | Tuomas e Emppu Vuorinen           | Wishmaster                       | [ 13 ] |
| 1997 | "Beauty and the Beast"            | Tuomas                            | Angels Fall First                | [ 11 ] |
| 2002 | "Beauty of the Beast"             | Tuomas, Marco e Emppu             | Century Child                    | [ 14 ] |
| 2002 | "Bless the Child"                 | Tuomas                            | Century Child                    | [ 14 ] |
| 2007 | "Bye Bye Beautiful"               | Tuomas                            | Dark Passion Play                | [ 9 ]  |
| 2007 | "Cadence of Her Last Breath"      | Tuomas                            | Dark Passion Play                | [ 9 ]  |
| 2000 | "Come Cover Me"                   | Tuomas e Emppu                    | Wishmaster                       | [ 13 ] |
| 2004 | "Creek Mary's Blood"              | Tuomas                            | Once                             | [ 15 ] |
| 2000 | "Crownless"                       | Tuomas e Emppu                    | Wishmaster                       | [ 13 ] |
| 2004 | "Dark Chest of Wonders"           | Tuomas                            | Once                             | [ 15 ] |
| 2000 | "Dead Boy's Poem"                 | Tuomas                            | Wishmaster                       | [ 13 ] |
| 2004 | "Dead Gardens"                    | Tuomas                            | Once                             | [ 15 ] |
| 2002 | "Dead to the World"               | Tuomas                            | Century Child                    | [ 14 ] |
| 2000 | "Deep Silent Complete"            | Tuomas                            | Wishmaster                       | [ 13 ] |
| 1998 | "Devil & The Deep Dark Ocean"     | Tuomas                            | Oceanborn                        | [ 16 ] |
| 1997 | "Elvenpath"                       | Tuomas                            | Angels Fall First                | [ 11 ] |
| 2002 | "End of All Hope"                 | Tuomas                            | Century Child                    | [ 14 ] |
| 2007 | "Erämaan Viimeinen"               | Tuomas                            | Erämaan Viimeinen (single)       | [ 17 ] |
| 2008 | "Escapist"                        | Tuomas                            | Bye Bye Beautiful (single)       | [ 18 ] |
| 1996 | "Etiäinen"                        | Tuomas                            | Nightwish Demo                   | [ 19 ] |
| 2007 | "Eva"                             | Tuomas                            | Dark Passion Play                | [ 9 ]  |
| 2002 | "Ever Dream"                      | Tuomas                            | Century Child                    | [ 14 ] |
| 2000 | "Fantasmic"                       | Tuomas                            | Wishmaster                       | [ 13 ] |
| 2002 | "Fell for You"                    | Tuomas                            | Century Child                    | [ 14 ] |
| 2007 | "For the Heart I Once Had"        | Tuomas                            | Dark Passion Play                | [ 9 ]  |
| 1996 | "Forever Moments"                 | Tuomas                            | Nightwish Demo                   | [ 19 ] |
| 2002 | "Forever Yours"                   | Tuomas                            | Century Child                    | [ 14 ] |
| 1998 | "Gethsemane"                      | Tuomas                            | Oceanborn                        | [ 16 ] |
| 2004 | "Ghost Love Score"                | Tuomas                            | Once                             | [ 15 ] |
| 2011 | "Ghost River"                     | Tuomas                            | Imaginaerum                      | [ 12 ] |
| 2004 | "Higher Than Hope"                | Tuomas                            | Once                             | [ 15 ] |
| 2011 | "Imaginearum"                     | Tuomas e Pip Williams             | Imaginaerum                      | [ 12 ] |
| 2011 | "I Want My Tears Back"            | Tuomas                            | Imaginaerum                      | [ 12 ] |
| 1997 | "Know Why The Nightingale Sings?" | Tuomas                            | Angels Fall First                | [ 11 ] |
| 2004 | "Kuolema Tekee Taiteilijan"       | Tuomas                            | Once                             | [ 15 ] |
| 2002 | "Lagoon"                          | Tuomas                            | Century Child                    | [ 14 ] |
| 1997 | "Lappi (Lapland)"                 | Tuomas                            | Angels Fall First                | [ 11 ] |
| 2007 | "Last of the Wilds"               | Tuomas                            | Dark Passion Play                | [ 9 ]  |
| 2011 | "Last Ride of the Day"            | Tuomas                            | Imaginaerum                      | [ 12 ] |
| 2004 | "Live To Tell The Tale"           | Tuomas                            | Once                             | [ 15 ] |
| 2007 | "Master Passion Greed"            | Tuomas                            | Dark Passion Play                | [ 9 ]  |
| 2007 | "Meadows of Heaven"               | Tuomas                            | Dark Passion Play                | [ 9 ]  |
| 1998 | "Moondance"                       | Tuomas                            | Oceanborn                        | [ 16 ] |
| 2004 | "Nemo"                            | Tuomas                            | Once                             | [ 15 ] |
| 1998 | "Nightquest"                      | Tuomas                            | Oceanborn                        | [ 16 ] |
| 1996 | "Nightwish"                       | Tuomas                            | Nightwish Demo                   | [ 19 ] |
| 1997 | "Nymphomaniac Fantasia"           | Tuomas                            | Angels Fall First                | [ 11 ] |
| 2002 | "Ocean Soul"                      | Tuomas                            | Century Child                    | [ 14 ] |
| 1997 | "Once Upon A Troubadour"          | Tuomas                            | Angels Fall First                | [ 11 ] |
| 1998 | "Passion and the Opera"           | Tuomas                            | Oceanborn                        | [ 16 ] |
| 2004 | "Planet Hell"                     | Tuomas                            | Once                             | [ 15 ] |
| 2011 | "Rest Calm"                       | Tuomas                            | Imaginaerum                      | [ 12 ] |
| 2004 | "Romanticide"                     | Tuomas e Marco                    | Once                             | [ 15 ] |
| 1998 | "Sacrament of Wilderness"         | Tuomas                            | Oceanborn                        | [ 16 ] |
| 2007 | "Sahara"                          | Tuomas                            | Dark Passion Play                | [ 9 ]  |
| 2011 | "Scaretale"                       | Tuomas                            | Imaginaerum                      | [ 12 ] |
| 2000 | "She's my Sin"                    | Tuomas                            | Wishmaster                       | [ 13 ] |
| 2002 | "Slaying The Dreamer"             | Tuomas                            | Century Child                    | [ 14 ] |
| 1999 | "Sleeping Sun"                    | Tuomas                            | Sleeping Sun (single)            | [ 20 ] |
| 2000 | "Sleepwalker"                     | Tuomas                            | Wishmaster                       | [ 13 ] |
| 2011 | "Slow, Love, Slow"                | Tuomas                            | Imaginaerum                      | [ 12 ] |
| 2011 | "Song of Myself"                  | Tuomas                            | Imaginaerum                      | [ 12 ] |
| 1998 | "Stargazers"                      | Tuomas                            | Oceanborn                        | [ 16 ] |
| 2011 | "Storytime"                       | Tuomas                            | Imaginaerum                      | [ 12 ] |
| 1998 | "Swanheart"                       | Tuomas                            | Oceanborn                        | [ 16 ] |
| 2011 | "Taikatalvi"                      | Tuomas                            | Imaginaerum                      | [ 12 ] |
| 1997 | "The Carpenter"                   | Tuomas                            | Angels Fall First                | [ 11 ] |
| 2011 | "The Crow, the Owl and the Dove"  | Tuomas e Marco                    | Imaginaerum                      | [ 12 ] |
| 2007 | "The Islander"                    | Tuomas e Marco                    | Dark Passion Play                | [ 9 ]  |
| 2000 | "The Kinslayer"                   | Tuomas                            | Wishmaster                       | [ 13 ] |
| 1998 | "The Pharaoh Sails To Orion"      | Tuomas                            | Oceanborn                        | [ 16 ] |
| 2007 | "The Poet and the Pendulum"       | Tuomas                            | Dark Passion Play                | [ 9 ]  |
| 1998 | "The Riddler"                     | Tuomas                            | Oceanborn                        | [ 16 ] |
| 2004 | "The Siren"                       | Tuomas                            | Once                             | [ 15 ] |
| 2002 | "The Wayfarer"                    | Tuomas                            | Century Child                    | [ 14 ] |
| 2011 | "Turn Loose The Mermaids"         | Tuomas                            | Imaginaerum                      | [ 12 ] |
| 1997 | "Tutankhamen"                     | Tuomas                            | Angels Fall First                | [ 11 ] |
| 2000 | "Two for Tragedy"                 | Tuomas                            | Wishmaster                       | [ 13 ] |
| 2000 | "Wanderderlust"                   | Tuomas                            | Wishmaster                       | [ 13 ] |
| 2007 | "While Your Lips Are Still Red"   | Tuomas                            | Amaranth (single)                | [ 21 ] |
| 2004 | "White Night Fantasy"             | Tuomas                            | Once                             | [ 15 ] |
| 2007 | "Whoever Brings the Night"        | Tuomas e Emppu                    | Dark Passion Play                | [ 9 ]  |
| 2004 | "Wish I Had an Angel"             | Tuomas                            | Once                             | [ 15 ] |
| 2000 | "Wishmaster"                      | Tuomas                            | Wishmaster                       | [ 13 ] |

## Covers e regravações
A seguir estão listados os covers feitos pela banda que foram oficialmente lançados em álbuns ou em DVDs:
| Canção                          | Artista original    | Compositor(es)                     | Álbum                                   | Refs.  |
| ------------------------------- | ------------------- | ---------------------------------- | --------------------------------------- | ------ |
| "Crazy Train"                   | Ozzy Osbourne       | Ozzy, Randy Rhoads e Bob Daisley   | End of Innocence (DVD)                  | [ 19 ] |
| "Crimson Tide"                  | Hans Zimmer         | Hans Zimmer                        | From Wishes to Eternity (DVD)           | [ 22 ] |
| "Deep Blue Sea"                 | Trevor Rabin        | Trevor Rabin                       | From Wishes to Eternity (DVD)           | [ 22 ] |
| "High Hopes"                    | Pink Floyd          | David Gilmour e Polly Samson       | Highest Hopes (coletânea)               | [ 23 ] |
| "Over the Hills and Far Away"   | Gary Moore          | Gary Moore                         | Over the Hills and Far Away (EP)        | [ 10 ] |
| "Symphony of Destruction"       | Megadeth            | Dave Mustaine                      | The Siren (single)                      | [ 24 ] |
| "The Heart Asks Pleasure First" | Michael Nyman       | Michael Nyman e Tuomas             | The Crow, the Owl and the Dove (Single) | [ 14 ] |
| "The Phantom of the Opera"      | Andrew Lloyd Webber | Sarah Brightman e Michael Crawford | Century Child                           | [ 14 ] |
| "Walking in the Air"            | Howard Blake        | Peter Auty                         | Oceanborn                               | [ 16 ] |
| "Where Were You Last Night"     | Ankie Bagger        | Ankie Bagger                       | Wish I Had a Angel (single)             | [ 25 ] |
| "Wild Child"                    | W.A.S.P.            | Blackie Lawless e Chris Holmes     | End of Innocence (DVD)                  | [ 19 ] |

## Canções relacionadas
| Canção          | Compositor(es) | Uso |
| --------------- | -------------- | --- |
| "Hilma ja Onni" | Jaakko Teppo   | A banda regravou a canção para o álbum de tributo a ele, Pörsänmäen Sanomat, junto com outros artistas finlandeses. |
| "Kiteen Pallo"  | Tuomas         | Gravada em 2003 como hino para o time de baseball Kiteen Pallo.                                                     |
| "Reach"         | Tuomas         | Versão original da canção "Amaranth", cantada por Marco Hietala.                                                    |
| "Stone People"  | John Two-Hawks | Introdução para "Creek Mary's Blood" usada no DVD End of an Era.                                                    |